# Symplecta microcellula
Symplecta microcellula är en tvåvingeart som först beskrevs av Alexander 1914.  Symplecta microcellula ingår i släktet Symplecta och familjen småharkrankar. Inga underarter finns listade i Catalogue of Life.